# كانتون سانتا إيزابيل
كانتون سانتا إيزابيل (بالإنجليزية: Santa Isabel Canton)‏ هو كانتون في الإكوادور، يتبع مقاطعة أزواي، ينقسم لأربع أبرشيات.

## السكان
حسب التعداد الإكوادوري لعام 2010، بلغ عدد سكانه 18393 والمجموعات العرقية كالتالي:
| العرقية               | النسبة |
| --------------------- | ------ |
| ميستيثو               | 92.5%  |
| اللاتينيون            | 4.4%   |
| الإكوادوريون الأفارقة | 2.2%   |
| مونتوبيو              | 0.2%   |
| السكان الأصليون       | 0.5%   |
| أخرى                  | 0.2%   |